# Mesapamea clausa
Mesapamea clausa là một loài bướm đêm trong họ Noctuidae.